# Teratologia

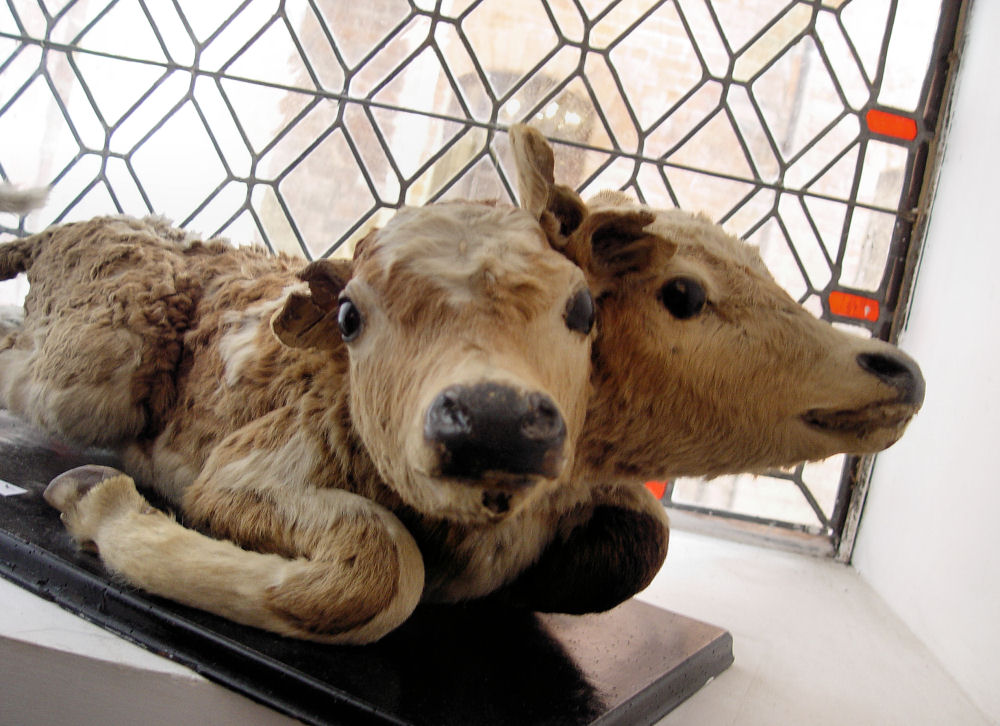
Dwugłowy cielak w muzeum w Darłowie

Teratologia (z gr. téras = potwór i lógos = nauka) – nauka, która zajmuje się badaniem potworności, nieprawidłowości oraz wad rozwojowych. Powiązana jest ściśle z anatomią porównawczą i patologiczną, embriologią i genetyką. Badania teratologii mają wielkie znaczenie dla poznania prawidłowego rozwoju organizmów, ponieważ u potworków widoczne są szczególnie wyraźnie określone właściwości rozwojowe.
Przedmiotem badań teratologicznych jest opis wad i potworności oraz wykrywanie
przyczyn (czynników teratogennych) ich powstawania.
U ludzi ważnym czynnikiem teratogennym mogą być narkotyki, leki oraz inne substancje chemiczne.
Inne przyczyny anomalii to:
- zakażenia wirusowe[4]
- promieniowanie jonizujące[5].

## Anomalie u roślin

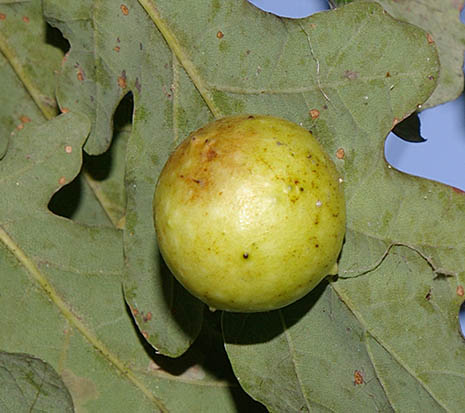
Galas to organ rośliny powstający w wyniku ataku patogenu

Anomalia w rozwoju roślin mogą obejmować łączenie się dwóch organów normalnie występujących oddzielnie. W wyniku takich zmian mogą powstawać lejkowate liście lub rurkowate płatki. Nieprawidłowości mogą również prowadzić do rozdzielenia organów w postaci rozwidleń pędów lub liści oraz rozdzielenia części kwiatów lub owoców. Patologiczne zmiany w niektórych przypadkach prowadzą do zmiany miejsca występowania organu lub nietypowego kierunku wzrostu a także do występowania nietypowej liczby organów. Anomalie mogą przejawiać się niesymetrycznością organów symetrycznych w normalnej postaci lub na odwrót. Zmiany wyglądu oprócz kształtu obejmują także barwę. W wyniku takich zmian wybarwieniu mogą ulegać inne niż płatki korony części kwiatów. Zjawisko takie nazywane jest chromatyzmem. Z kolei zazielenienie płatków korony nosi nazwę wirescencji. Organy roślin ulegają niekiedy patologicznemu rozrostowi, hipertrofii lub karłowaceniu, atrofii. Nieprawidłowości rozwojowe obejmują także wytwarzanie całkiem nowych organów. Przykładem takich organów są galasy powstające na różnych częściach roślin w wyniku ataku patogenów.